# Bělušický dub
Bělušický dub je památný strom na území Česka, který se nachází v poli asi 600 m severně od obce Bělušice (okres Kolín, Středočeský kraj) a asi 300 od silnice vedoucí do obce Němčice. Jedná se o dub letní (Quercus robur). Strom je chráněn od roku 1996 pro své stáří a jako významná krajinná dominanta.
- Strom je vysoký cca 25 m
- obvod kmene je cca 300 cm